# No Fluff Jobs

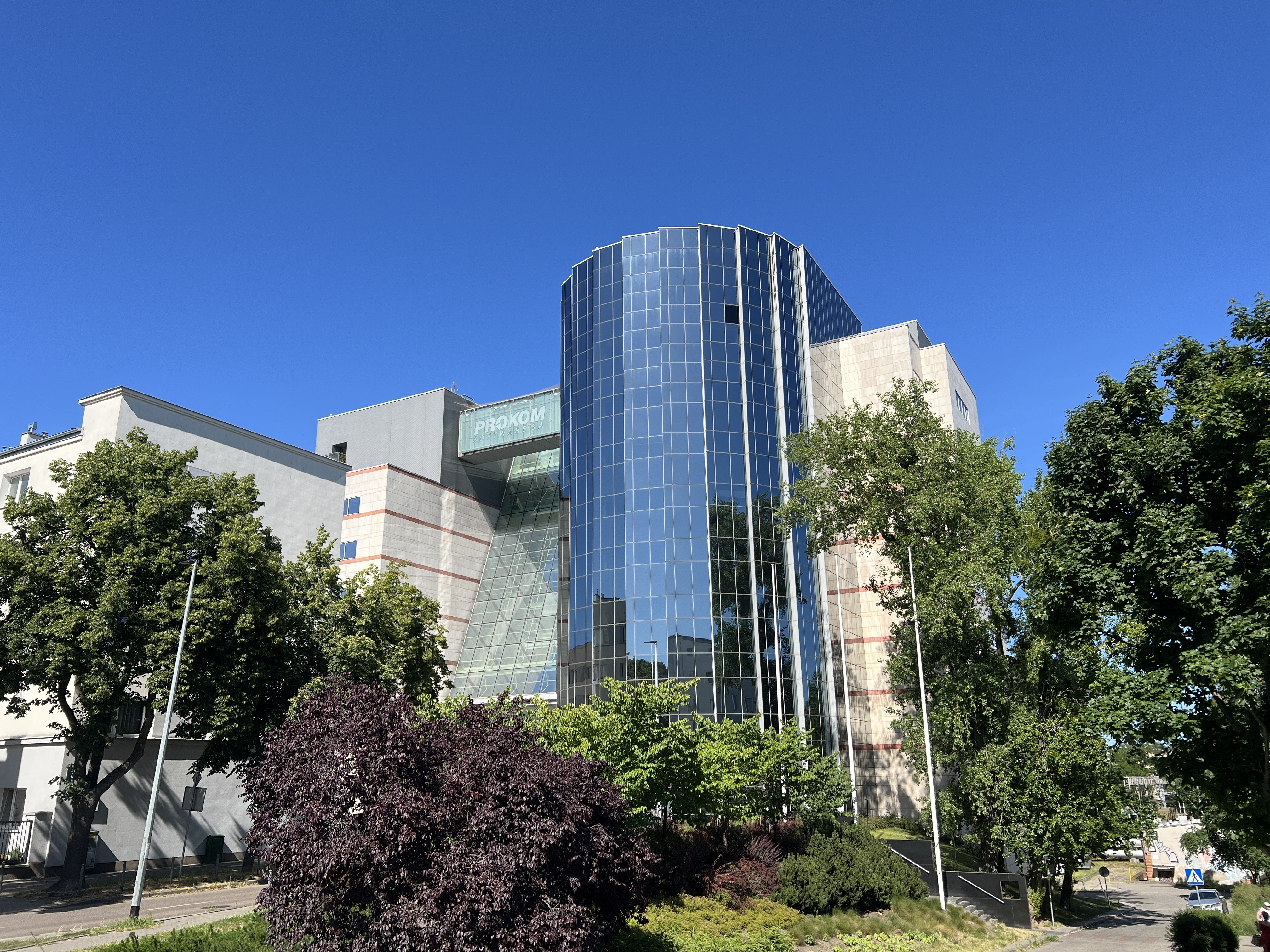
Siedziba Nofluffjobs znajduje się w Gdyni przy ulicy Podolskiej 21.

No Fluff Jobs (nofluffjobs.com, No Fluff Jobs sp. z o.o.) – polski portal rekrutacyjny specjalizujący się w ogłoszeniach o pracy w branży IT oraz innych sektorach technologicznych i cyfrowych. Serwis działa na sześciu rynkach europejskich (w Polsce, Czechach, Słowacji, na Węgrzech i Ukrainie). Portal należy do Grupy Ringier Axel Springer Polska. 

## Misja serwisu
Serwis jako pierwszy w Polsce wprowadził obowiązek publikowania widełek wynagrodzenia w ogłoszeniach o pracy, co miało na celu zwiększenie transparentności procesów rekrutacyjnych. Portal promuje przejrzystość i rzetelność ofert pracy oraz rozwija narzędzia wspierające efektywne i uczciwe zatrudnianie.  

## Historia
No Fluff Jobs został założony w 2014 roku przez Magdalenę Gawłowską-Bujok i Tomasza Bujoka. W 2017 roku powstała spółka No Fluff Jobs sp. z o.o.. W 2018 roku 44% udziałów w firmie przejęła Grupa Ringier Axel Springer Polska, która w 2022 roku zwiększyła swój udział do 70%, uzyskując pakiet większościowy.
Ekspansja zagraniczna rozpoczęła się w 2019 roku od uruchomienia węgierskiej wersji serwisu. W kolejnych latach dołączyły Czechy, Słowacja, Ukraina i Białoruś. W 2021 roku na portalu opublikowano 90 944 oferty pracy, a liczba unikalnych użytkowników wynosiła 2 900 000. W 2025 roku portal odwiedza 3 000 000 użytkowników miesięcznie a liczba klientów wzrosła do 10 250.

## Działalność
Główna działalność firmy skupia się na łączeniu specjalistów IT z pracodawcami, przy jednoczesnym podnoszeniu standardów rekrutacyjnych. Każde ogłoszenie w serwisie zawiera informacje o widełkach wynagrodzenia, wymaganiach, benefitach i technologii. W 2021 na portalu było około 91 tys. ogłoszeń. Odwiedziło go 2,9 mln użytkowników i odnotowano ponad 30 mln odsłon witryny.
Portal oferuje także narzędzia rekrutacyjne, m.in. kreator ogłoszeń z AI Assistant, funkcję CV Scoring oraz raporty płacowe – zarówno dla firm (Insights 360), jak i osób indywidualnych (MySalary).
W ramach działalności edukacyjnej firma organizuje webinary, prowadzi blog ekspercki, a także kursy e-learningowe dla branży IT i HR: Masterclazz IT i HR Masterclazz.

## Produkty i usługi
- AI Assistant – narzędzie wspomagające tworzenie ogłoszeń z użyciem sztucznej inteligencji[25].
- Salary Match –  forma ogłoszeń, w których pracodawca podał widełki w systemie, a kandydat może sprawdzić swoje dopasowanie do nich[31].
- CV Scoring – funkcja wspierająca selekcję kandydatów[26].
- Insights 360 – raporty analityczne dla działów HR[27].
- MySalary – indywidualne raporty płacowe dla specjalistów IT[28][9].

## Projekty i kampanie społeczne
- Szanuj siebie – kampania społeczna promująca transparentność wynagrodzeń w rekrutacji; zebrała ponad 13 tys. podpisów pod listem otwartym[14][32][33].
- IT Heroes – kampania wizerunkowa pokazująca specjalistów IT jako „bohaterów codzienności”, zrealizowana w 24 miastach Polski, z wykorzystaniem muralów i city lightów[34][35][36].
- Transparency Festival – wydarzenie promujące przejrzystość w branży HR, połączone z publikacją raportu „Przyszłość HR ma kolor transparentny”[37][38].
- HR Week – cykl webinarów z udziałem ekspertów HR, poświęcony trendom w rekrutacji[39][9].

## No Fluff Insights
W 2020 roku została uruchomiona platforma No Fluff Insights, będąca częścią serwisu No Fluff Jobs, która publikuje raporty analityczne dotyczące rynku pracy IT i szeroko pojętego sektora HR. Raporty przygotowywane są we współpracy z ekspertami branżowymi. Poruszają one zagadnienia takie jak zarobki w branży technologicznej, trendy rekrutacyjne, wyzwania juniorów na rynku pracy, a także kwestie równości i różnorodności[niewiarygodne źródło?], w tym sytuację kobiet w IT.

## Nagrody i wyróżnienia
- Employer Branding Excellence Awards 2022 – wyróżnienie w kategorii Employer Branding Innovation za kampanię IT Heroes[47].
- Employer Branding Excellence Awards 2023 – nagroda specjalna za kampanię społeczno-edukacyjną Szanuj siebie[48].
- PR Wings 2023 – nominacja w kategorii Zmiana biznesowa, komunikacyjny game-changer za kampanię Szanuj siebie[49].
- Golden Arrow 2022 – nominacja w kategorii CSR - CSR – działania CSR firm i marek za kampanię Szanuj siebie[50].
- CMO Awards 2023 – wyróżnienie w kategorii Creative Innovator – za kampanię Szanuj siebie[51].
- Deloitte Technology Fast 50 Central Europe 2022 – miejsce w rankingu najszybciej rozwijających się firm technologicznych w Europie Środkowej[52][9].